# Panoias de Cima
Panoias de Cima (pré-AO 1990: Panóias de Cima) é uma povoação portuguesa sede da Freguesia de Panoias de Cima do Município da Guarda, freguesia com 11,39 km² de área e 568 habitantes (censo de 2021), tendo, por isso, uma densidade populacional de 49,9 hab./km².
Esta aldeia tem um castro romano, que servia de torre de vigia para o Vale da Ramela.
Nesta freguesia passa a linha de festo tago-duriense que define as vertentes das bacias hidrográficas do Rio Tejo e do Rio Douro.
A esta freguesia pertencem os lugares de: 
- Barracão
- Cerdeiral
- Panoias de Baixo
- Panoias de Cima
- Panoias do Meio
- Póvoa de São Domingos
- Prados
- Valcovo

## Demografia
A população registada nos censos foi:
| Distribuição da População por Grupos Etários | Distribuição da População por Grupos Etários | Distribuição da População por Grupos Etários | Distribuição da População por Grupos Etários | Distribuição da População por Grupos Etários |
| -------------------------------------------- | -------------------------------------------- | -------------------------------------------- | -------------------------------------------- | -------------------------------------------- |
| Ano                                          | 0-14 Anos                                    | 15-24 Anos                                   | 25-64 Anos                                   | > 65 Anos                                    |
| 2001                                         | 76                                           | 62                                           | 283                                          | 152                                          |
| 2011                                         | 83                                           | 56                                           | 301                                          | 168                                          |
| 2021                                         | 58                                           | 58                                           | 285                                          | 167                                          |

## Património
- Igreja Paroquial de Panoias de Cima
- Capela da Póvoa de São Domingos
- Capela do Senhor dos Aflitos
- Capela de Santo António

## Eventos
Esta freguesia é por vezes escolhida para ponto de passagem da Volta a Portugal em Bicicleta, e até meta-volante, devido a distância para com a cidade da Guarda.